# Oswiu de Northumbria
Oswiu (c. 612–15 de febrero de 670), también se escribe Oswio, Oswy, Oswig y Osuiu, fue Rey de Bernicia desde 642 hasta su muerte y de hecho monarca de toda Northumbria desde 655. Oswiu fue el último rey que Beda menciona haber reinado el imperium; y a finales del siglo IX la Crónica anglosajona se refiere a Oswiu como Bretwalda.

## Principios de su reino
Oswiu fue hijo de Etelfrido y hermano de Oswaldo, a quien siguió en el trono de Bernicia en 642 después de la Batalla de Maserfield, en la cual Oswaldo murió; sin embargo Oswino, un pariente de Edwin, se convirtió en rey de Deira, el otro de los dos reinos que conformaban Northumbria. Maserfield y sus consecuencias dejaron a Oswiu en una posición mucho más vulnerable que su hermano, ya que Oswaldo había sido el rey más poderoso de toda Britania, a principios de su reino, Oswiu se enfrentaba a la dominación de Penda de Mercia, quien había derrotado a Oswald. Beda cuenta que Oswiu recobró los restos de Oswaldo, que había sido mutilado después de su muerte, en el año siguiente a la batalla de Maserfield. 
Oswiu consiguió subyugar con éxito a varias tribus británicas, pictas y escocesas. En Gilling en 651, planeó el asesinato de Oswino y años después logró tomar posesión de Deira, consiguiendo unir una vez más a Bernicia y Deira en el reino de Northumbria. Desde ahí en adelante, Deira solo sería un subreino de Northumbria.
Oswiu pareció haber consolidado su poder con la ayuda de la Iglesia Romana y bajo una series de matrimonios y alianzas judiciales. Fue probablemente en 642 que se casó con Eanfleda, hija de Edwin, uniendo así las dos dinastías rivales de Northumbria. Su hija Alfleda se casó con Peada, hijo de Penda, el rey de Mercia; otra hija, Osthryth, se convirtió en la esposa de Etelredo, el tercer hijo de Penda. Oswiu fue mayoritariamente responsable de haber reconvertido el Reino de Essex al cristianismo. Se dice que él había convencido al rey, Sigeberto II, de la verdad del cristianismo, y a su petición mandó a Cedd, hermano de Chad de Mercia (san Chad), en una misión hacia el reino de Essex.

## Rey supremo de Britania

Mapa c. 600, se muestra los reinos de la época, incluyendo a Bernicia, Deira, y Northumbria.

En los años siguientes a la batalla de Maserfield, Oswiu continuó enfrentándose contra Penda, cuyos ataques en Bernicia son mencionados por Beda; en una ocasión, trató de capturar la ciudad real de Bamburgo pero fracasó. En 655, Penda llevó un ejército compuesto de "treinta legiones" (incluyendo a los reyes de Estanglia y Gwynedd) en contra de Bernicia; Penda también fue ayudado por Etelwaldo de Deira, el hijo de Oswaldo quien se había convertido en el rey de Deira después del asesinato de Oswino en 651. Oswiu fue aparentemente forzado a retirarse al norte de su reino y fue encerrado en un lugar llamado Iudeu, el cual es generalmente identificado como Stirling; tuvo que darle a Penda una gran suma de tesoro, pero existen versiones contradictorias sobre si Penda aceptó la oferta o no. Aparentemente Oswiu también tuvo que entregar su hijo Ecgfrido como rehén. Los eventos que siguieron no son muy claros, pero culminaron en una batalla decisiva el 15 de noviembre, en la cual Oswiu derrotó y dio muerte a Penda en la batalla de Winwaed.
La batalla de Winwaed cambió definitivamente el equilibrio de poder en Britania. El poder de Mercia fue destruido, y Mercia misma fue dividida en dos partes, la parte del sur fue otorgada al hijo de Penda, Peada, quien se había casado con la hija de Oswiu, mientras que Oswiu tomo control de la parte norte del reino. Oswiu fue desde este momento el Rey más poderoso de Britania. Como muestra de agradecimiento dedicó a su hija Rifled a la Iglesia, y fundó el monasterio de Whitby. Alrededor de este tiempo se piensa que obtuvo algunos terrenos en el reino de los pictos, por medio del rey Talorcan, el hijo de su hermano Eanfrido.
Tras la muerte de Peada en 656 Oswiu tomo control de toda Mercia, pero fue destronado de este reino en 658 por una revuelta bajo el liderazgo de Wulfhere de Mercia, un hermano menor de Peada. Aun así continuó siendo el rey más poderoso e influyente de Britania en esos tiempos.
En 660 Oswiu casó a su hijo Egfrido con Eteldreda, hija del rey de Estanglia, Anna. En 664 en el sínodo de Whitby, Oswiu aceptó los usos de la Iglesia católica, lo cual llevó al despido de Colmán de Lindisfarne y al nombramiento de Wilfrido como obispo de York. Oswiu murió en 670 y Egfrido subió al trono.